# Transilien Paris-Montparnasse
Transilien Paris-Montparnasse es la red de trenes suburbanos y de cercanías de la SNCF que da servicio al oeste y suroeste de la Île-de-France desde la estación de Montparnasse en París.

## Transilien N
Esta red tiene tres ramales:
- Paris-Montparnasse - Dreux
- Paris-Montparnasse - Mantes-la-Jolie
- Paris-Montparnasse - Rambouillet

### París <> Sèvres Rive Gauche <> Versailles-Chantiers
Esta línea funciona de lunes a sábado en diversos momentos del día pero sin una frecuencia regular. Los únicos trenes que dan servicio a todas las estaciones hasta la estación de Versailles-Chantiers circulan al inicio y fin del servicio de lunes a viernes y al inicio del servicio los sábados.
- P: destino Paris-Montparnasse
  - POSI: "ómnibus" Sèvres Rive Gauche > Paris-Montparnasse
  - POVI: "ómnibus" Versailles-Chantiers > Paris-Montparnasse
- S: destino Sèvres-Rive Gauche
  - SOPI: "ómnibus" Paris-Montparnasse > Sèvres-Rive Gauche
- V: destino Versailles-Chantiers
  - VOPI: "ómnibus" Paris-Montparnasse > Versailles-Chantiers

### RamalParís-Dreux
Este ramal da servicio a los municipios situados en la zona oeste de la región Île-de-France. Saliendo de París atraviesa los Altos del Sena y las Yvelines. La última estación en la región es Houdan, pero la línea se prolonga hasta Dreux y Argentan en la vecina región de Baja Normandía.
- P: destino Paris-Montparnasse
  - PADI: directo de Dreux a Houdan, "ómnibus" de Montfort L'Amaury a Plaisir-Grignon y directo de Versailles-Chantiers a Paris-Montparnasse
  - PADO: "ómnibus" de Dreux a Plaisir-Grignon y directo de Versailles-Chantiers a Paris-Montparnasse
  - PADU: directo de Dreux a Houdan, "ómnibus" de Garancières-La Queue à Plaisir-Grignon y directo de Versailles-Chantiers a Paris-Montparnasse
  - PETU: "ómnibus" de Monfort L'Amaury a Sèvres-Rive Gauche y directo hasta Paris-Montparnasse
  - POTI: "ómnibus" de Monfort L'Amaury > Paris-Montparnasse
- D: destino Dreux (desde Paris-Montparnasse)
  - DAPE: efectúa parada en Versailles-Chantiers, Plaisir-Grignon, Montfort L'Amaury, Houdan y Dreux
  - DAPO: directo hasta Versailles-Chantiers y "ómnibus" de Plaisir-Grignon a Dreux
  - DAPU : directo hasta Versailles-Chantiers, "ómnibus" de Plaisir-Grignon a Garancières-La Queue, directo hasta Houdan y finalmente Dreux
- T: destino Montfort-l'Amaury (desde Paris-Montparnasse)
  - TEPU: directo hasta Sèvres-Rive Gauche y "ómnibus" hasta Monfort L'Amaury
  - TOPI: "ómnibus" Paris-Montparnasse > Monfort L'Amaury

### RamalParís-Mantes-la-Jolie
Este ramal da servicio a los municipios situados al oeste de la región y se separa de la anterior en Plaisir-Grignon y se bifurca hacia el norte, desciende el valle del río Mauldre y se junta con la línea principal que va de Paris-Saint Lazare a Mantes-la-Jolie en Epône-Mézières.
- P: destino Paris-Montparnasse
  - PEGU: "ómnibus" de Plaisir-Grignon a Sèvres-Rive Gauche y directo hasta Paris-Montparnasse
  - PEMU/PEMO: "ómnibus" de Mantes-La-Jolie a Sèvres-Rive Gauche y directo hasta Paris-Montparnasse
  - POGI: "ómnibus" Plaisir-Grignon > Paris-Montparnasse
  - POMI: "ómnibus" Mantes-La-Jolie > Paris-Montparnasse
- G: destino Plaisir-Grignon (desde Paris-Montparnasse)
  - GEPU: directo hasta Sèvres-Rive Gauche y "ómnibus" hasta Plaisir-Grignon
  - GOPI: "ómnibus" Paris-Montparnasse > Plaisir-Grignon
- M: destino Mantes-la-Jolie (desde Paris-Montparnasse)
  - MEPU/MEPO: directo hasta Sèvres-Rive Gauche y "ómnibus" hasta Mantes-La-Jolie
  - MOPI : "ómnibus" Paris-Montparnasse > Mantes-La-Jolie

### RamalParís-Rambouillet
Este ramal da servicio a municipios situados al suroeste de la región Île-de-France. Partiendo de París atraviesa los Altos del Sena y las Yvelines. Pasado Rambouillet puede dar servicio a una última estación dentro de la región, Gazeran (zona 6). A continuación la línea ferroviaria abandona la región en dirección a Chartres, pero es territorio de los trenes regionales TER Centro.
- P: destino Paris-Montparnasse
  - PERU: "ómnibus" de Rambouillet a Sèvres-Rive Gauche y directo hasta Paris-Montparnasse
  - PIRI: "ómnibus" de Rambouillet a Viroflay-Rive Gauche y directo hasta Paris-Montparnasse
  - PORO: "ómnibus" Rambouillet > Paris-Montparnasse
- R: destino Rambouillet (desde Paris-Montparnasse
  - REPU: directo a Sèvres-Rive Gauche y "ómnibus" hasta Rambouillet
  - RIPI: directo a Viroflay-Rive Gauche y "ómnibus" hasta Rambouillet
  - ROPO: "ómnibus" Paris-Montparnasse > Rambouillet

## Estaciones
|  |   |  |   |  |   |  | estaciones                                         | zona | municipio                                                          | correspondencias                                           |
|  | - |  | - |  | - |  | -------------------------------------------------- | ---- | ------------------------------------------------------------------ | ---------------------------------------------------------- |
|  | o |  |   |  |   |  | París-Montparnasse                                 | 1    | XIV Distrito de París, XV Distrito de París                        | TGV Intercités, Normandía Centro-Valle de Loira            |
|  | o |  |   |  |   |  | Vanves - Malakoff                                  | 2    | Malakoff, Vanves                                                   |                                                            |
|  | o |  |   |  |   |  | Clamart                                            | 2    | Clamart                                                            |                                                            |
|  | o |  |   |  |   |  | Meudon                                             | 3    | Meudon                                                             |                                                            |
|  | o |  |   |  |   |  | Bellevue                                           | 3    | Meudon                                                             |                                                            |
|  | o |  |   |  |   |  | Sèvres-Rive-Gauche                                 | 3    | Sèvres                                                             |                                                            |
|  | o |  |   |  |   |  | Chaville-Rive-Gauche                               | 3    | Chaville                                                           |                                                            |
|  | o |  |   |  |   |  | Viroflay-Rive-Gauche                               | 3    | Viroflay                                                           |                                                            |
|  | o |  |   |  |   |  | Versailles-Chantiers                               | 4    | Versailles                                                         | TGV Intercités, Normandía Centro-Valle de Loira (proyecto) |
|  | o |  |   |  |   |  | Saint-Cyr                                          | 5    | Saint-Cyr-l'École                                                  |                                                            |
|  |   |  | o |  |   |  | Fontenay-le-Fleury                                 | 5    | Fontenay-le-Fleury                                                 |                                                            |
|  |   |  | o |  |   |  | Villepreux - Les Clayes                            | 5    | Les Clayes-sous-Bois, Villepreux                                   |                                                            |
|  |   |  | o |  |   |  | Plaisir - Les Clayes                               | 5    | Les Clayes-sous-Bois, Plaisir                                      |                                                            |
|  |   |  | o |  |   |  | Plaisir - Grignon                                  | 5    | Plaisir, Thiverval-Grignon                                         |                                                            |
|  |   |  |   |  | o |  | Villiers - Neauphle - Pontchartrain                | 5    | Neauphle-le-Château, Jouars-Pontchartrain, Villiers-Saint-Fréderic |                                                            |
|  |   |  |   |  | o |  | Montfort-l'Amaury - Méré                           | 5    | Méré, Montfort-l'Amaury                                            |                                                            |
|  |   |  |   |  | o |  | Garancières - La Queue                             | 5    | Garancières, La Queue-les-Yvelines                                 |                                                            |
|  |   |  |   |  | o |  | Orgerus - Béhoust                                  | 5    | Béhoust, Orgerus                                                   |                                                            |
|  |   |  |   |  | o |  | Tacoignières - Richebourg                          | 5    | Richebourg, Tacoignières                                           |                                                            |
|  |   |  |   |  | o |  | Houdan                                             | 5    | Houdan                                                             |                                                            |
|  |   |  |   |  | o |  | Marchezais - Broué                                 | 100  | Marchezais, Broué                                                  |                                                            |
|  |   |  |   |  | o |  | Dreux                                              | 100  | Dreux                                                              | Intercités, Normandía                                      |
|  |   |  | o |  |   |  | Beynes                                             | 5    | Beynes                                                             |                                                            |
|  |   |  | o |  |   |  | Mareil-sur-Mauldre                                 | 5    | Mareil-sur-Mauldre                                                 |                                                            |
|  |   |  | o |  |   |  | Maule                                              | 5    | Maule                                                              |                                                            |
|  |   |  | o |  |   |  | Nézel - Aulnay                                     | 5    | Aulnay-sur-Mauldre, Nézel                                          |                                                            |
|  |   |  | o |  |   |  | Épône - Mézières                                   | 5    | Épône, Mézières-sur-Seine                                          |                                                            |
|  |   |  | o |  |   |  | Mantes-la-Jolie                                    | 5    | Mantes-la-Jolie                                                    | TGV Intercités, Normandía                                  |
|  | o |  |   |  |   |  | Saint-Quentin-en-Yvelines - Montigny-le-Bretonneux | 5    | Montigny-le-Bretonneux                                             |                                                            |
|  | o |  |   |  |   |  | Trappes                                            | 5    | Trappes                                                            |                                                            |
|  | o |  |   |  |   |  | La Verrière                                        | 5    | La Verrière                                                        |                                                            |
|  | o |  |   |  |   |  | Coignières                                         | 5    | Coignières                                                         |                                                            |
|  | o |  |   |  |   |  | Les Essarts-le-Roi                                 | 5    | Les Essarts-le-Roi                                                 |                                                            |
|  | o |  |   |  |   |  | Le Perray                                          | 5    | Le Perray-en-Yvelines                                              |                                                            |
|  | o |  |   |  |   |  | Rambouillet                                        | 5    | Rambouillet                                                        | Centro-Valle de Loira                                      |

## RER
La división Rive Gauche que gestiona los Transilien Paris-Montparnasse también gestiona la casi totalidad de la Línea RER C.